# Димитър Ангелов (баскетболист)
Вижте пояснителната страница за други личности с името Димитър Ангелов.
Димитър Ангелов е български баскетболист.
Играе на позиция тежко и леко крило. Син на друг известен състезател и треньор, свързан с баскетбола в град Ямбол, Иван Ангелов. Състезава се за БК Левски.

## Кариера
Играл за всички юношески гарнитури в град Ямбол, през 1997 година изиграва първия си професионален мач за клуба. През 2000 година печели с БК Ямбол (тогава Ямболгаз-92) трето място в първенсто и купата на България. През 2001 извежда тимът си до второ място в шампионата и отново трето за купата. А година по-късно вдига шампионската титла на страната като капитан на Ямболгаз. Следващата година подписва с Арис и печели FIBA Champions Cup (сега Еврочалъндж). В България играе още за ЦСКА, Лукойл и Левски. Като с ЦСКА печели купата на страната 2005, с Лукойл става шампион 2009, а с Левски през 2014 прави требъл (купа, титла от НБЛ и Балканска лига).
С нацоналния отбор на България играе на две европейски първенства 2005 и 2009 година.
Играта му се изразява с отлична стрелба от средно и далечно разстояние. Като заради приликата в стила на игра с Тони Кукоч е наричан българският Кукоч.

## Успехи и награди
- Национална баскетболна лига шампион (2002, 2009, 2014)
- Купа на България (баскетбол) първо място (2005, 2014)
- Балканска лига шампион (2014).
- FIBA Champions Cup шампион (2003)
- FIBA EuroCup All-Star Day (2005)